# تحصیل مندا
تحصیل مندا (به انگلیسی: Munda Tehsil) یک تحصیل در پاکستان است که در خیبر پختونخوا واقع شده‌است.